# Justin Durand
Justin Durand   (Perpinyà, 13 d'abril de 1798 - Trullars, 2 de desembre de 1889) Justin-François-Louis Durand fou un financer i polític nord-català, diputat al Corps Législatif del Segon Imperi i president del Consell General dels Pirineus Orientals.

## Biografia
Era fill del financer i polític François Durand, i continuà la política i els negocis del seu pare. Fou conseller del Consell General dels Pirineus Orientals per ambdós cantons de Perpinyà de 1833 a 1848, de 1852 a 1863 i de 1867 a 1871. Després fou dos cops president del Consell General dels Pirineus Orientals (de 1842 a 1845 i de 1853 a 1862). El 6 de febrer de 1845 fou nomenat cavaller de la Legió d'Honor
El 29 de febrer de 1852 fou elegit diputat pel departament dels Pirineus Orientals al Corps Législatif del Segon Imperi Francès, i fou reelegit com a candidat oficial en 1857 i en 1869. Els esdeveniments del 4 de setembre de 1870 i la caiguda de Napoleó III posaren fi a la seva carrera política.